# Valli valdesi
Con il termine valli valdesi (Vallées vaudoises in francese, Valadas valdesas in occitano) si intendono tre valli dell'Italia nord-occidentale nelle quali è particolarmente presente la Chiesa evangelica valdese. Le tre valli, tutte situate nella città metropolitana di Torino, sono: la Val Pellice, la Val Chisone e la Valle Germanasca. Il centro culturale e storico più importante delle valli è Torre Pellice.

## Storia
Fin dall'epoca medioevale i Valdesi, perseguitati nella Francia e nell'Italia del nord, trovarono rifugio in queste valli. I Valdesi aderirono alla Riforma protestante nell'assemblea del 1532 a Chanforan (Val Pellice). Nel XVII secolo le valli videro diverse campagne armate dei Savoia contro i Valdesi. Al tempo, la zona era anche detta “valli di Lucerna”, "Contado di Lucerna" o “Lucerna e Valli”. Nel 1655 le persecuzioni note come Pasque piemontesi portarono alla morte, secondo fonti valdesi, di 1712 massacrati dei due sessi. Nel 1686 i valdesi furono di nuovo sotto attacco: nonostante opponessero resistenza, le truppe savoiarde ne uccisero circa 3000, e ne condussero in carcere altri 8500 circa. Ai restanti, dopo un periodo di guerriglia, fu concesso di emigrare in Svizzera. Nel 1689 un gruppo di 1000 valdesi partì da Ginevra e, con una marcia di 15 giorni, rientrò nelle valli (Glorioso rimpatrio), iniziando una guerriglia di liberazione. Questa si protrasse fino al 1690, quando, in seguito alle mutate condizioni politiche, il duca di Savoia Vittorio Amedeo II sospese le ostilità, garantendo un certo livello di tolleranza ai Valdesi. A lungo sopportati nel regno Sabaudo, si videro concessi infine, da Re Carlo Alberto, i pieni diritti civili e politici con le Lettere patenti del 17 febbraio 1848.

## Comuni delle Valli valdesi
| Comune               | Abitanti  | Superficie |
| -------------------- | --------- | ---------- |
| Angrogna             | 814 ab.   | 38,88 km²  |
| Bobbio Pellice       | 532 ab.   | 94,08 km²  |
| Fenestrelle          | 477 ab.   | 49,41 km²  |
| Inverso Pinasca      | 692 ab.   | 8,03 km²   |
| Luserna San Giovanni | 7.162 ab. | 17,74 km²  |
| Lusernetta           | 504 ab.   | 7,04 km²   |
| Massello             | 59 ab.    | 38,26 km²  |
| Perosa Argentina     | 3061 ab.  | 26,09 km²  |
| Perrero              | 563 ab.   | 63,18 km²  |
| Pinasca              | 2.804 ab. | 34,72 km²  |
| Pomaretto            | 959 ab.   | 8,56 km²   |
| Porte                | 1.097 ab. | 4,45 km²   |
| Pragelato            | 775 ab.   | 89,2 km²   |
| Prali                | 250 ab.   | 72,61 km²  |
| Pramollo             | 222 ab.   | 22,48 km²  |
| Prarostino           | 1.289 ab. | 10,51 km²  |
| Rorà                 | 221 ab.   | 12,41 km²  |
| Roure                | 811 ab.   | 59,37 km²  |
| Salza di Pinerolo    | 68 ab.    | 15,89 km²  |
| San Germano Chisone  | 1.878 ab. | 15,86 km²  |
| Torre Pellice        | 4.573 ab. | 21,1 km²   |
| Usseaux              | 185 ab.   | 37,97 km²  |
| Villar Pellice       | 1.124 ab. | 60,29 km²  |
| Villar Perosa        | 4.149 ab. | 11,42 km²  |